# Cape Elizabeth (EP)
Cape Elizabeth è il secondo EP del cantante statunitense Noah Kahan, pubblicato il 1º maggio 2020 dalla Republic Records.

## Tracce
1. A Troubled Mind – 3:01 (Noah Kahan)
2. Close Behind – 3:33 (Tobias Kuhn, Noah Kahan)
3. Glue Myself Shut – 3:16 (Noah Kahan)
4. Anyway – 5:12 (Noah Kahan)
5. Maine – 3:52 (Noah Kahan)

Durata totale: 18:54